# Francesco Capaccini
Francesco Capaccini (ur. 14 sierpnia 1784 w Rzymie, zm. 15 czerwca 1845 tamże) – włoski kardynał.

## Życiorys
Urodził się 14 sierpnia 1784 roku w Rzymie, jako syn Domenica Capacciniego i Barbary Procaccini. 19 września 1807 roku przyjął święcenia kapłańskie. W latach 1828–1831 był internuncjuszem w Zjednoczonych Niderlandach, a w okresie 1841–1844 – w Portugalii. 22 lipca 1844 roku został kreowany kardynałem in pectore. Jego nominacja na kardynała prezbitera została ogłoszona na konsystorzu 21 kwietnia 1845 roku. Nie zdążył otrzymać kościoła tytularnego, gdyż zmarł 15 czerwca w Rzymie.